# Collin Quaner
Collin Quaner (Düsseldorf, Renania del Norte-Westfalia, Alemania, 18 de junio de 1991) es un exfutbolista alemán que jugaba de delantero.

## Trayectoria
En enero de 2021 se incorporó al Saint Mirren F. C. para lo que quedaba de temporada. Tras esta quedó libre y en noviembre firmó por el S. K. Austria Klagenfurt austriaco hasta junio de 2023, pero al mes siguiente rescindió su contrato y anunció su retirada debido a los problemas físicos que padecía.

## Vida personal
Creció en Gerresheim, Düsseldorf,  junto a sus padres de origen ghanés.

## Estadísticas
Actualizado al final de su carrera.
| Fortuna Düsseldorf II · Alemania                                                                                              | 4.ª           | 2009-10       | 1   | 0  | -  | - | - | - | 1   | 0  |
| Fortuna Düsseldorf II · Alemania                                                                                              | Total club    | Total club    | 1   | 0  | 0  | 0 | 0 | 0 | 1   | 0  |
| Arminia Bielefeld II · Alemania                                                                                               | 4.ª           | 2010-11       | 8   | 1  | -  | - | - | - | 8   | 1  |
| Arminia Bielefeld II · Alemania                                                                                               | Total club    | Total club    | 8   | 1  | 0  | 0 | 0 | 0 | 8   | 1  |
| Arminia Bielefeld · Alemania                                                                                                  | 2.ª           | 2010-11       | 18  | 1  | 1  | 0 | - | - | 19  | 1  |
| Arminia Bielefeld · Alemania                                                                                                  | Total club    | Total club    | 18  | 1  | 1  | 0 | 0 | 0 | 19  | 1  |
| FC Ingolstadt 04 II · Alemania                                                                                                | 4.ª           | 2011-12       | 2   | 0  | -  | - | - | - | 2   | 0  |
| FC Ingolstadt 04 II · Alemania                                                                                                | 4.ª           | 2012-13       | 8   | 2  | -  | - | - | - | 8   | 2  |
| FC Ingolstadt 04 II · Alemania                                                                                                | 4.ª           | 2013-14       | 4   | 1  | -  | - | - | - | 4   | 1  |
| FC Ingolstadt 04 II · Alemania                                                                                                | Total club    | Total club    | 14  | 3  | 0  | 0 | 0 | 0 | 14  | 3  |
| FC Ingolstadt 04 · Alemania                                                                                                   | 2.ª           | 2011-12       | 15  | 1  | 1  | 0 | - | - | 16  | 1  |
| FC Ingolstadt 04 · Alemania                                                                                                   | 2.ª           | 2012-13       | 1   | 0  | 0  | 0 | - | - | 1   | 0  |
| FC Ingolstadt 04 · Alemania                                                                                                   | 2.ª           | 2013-14       | 11  | 1  | 0  | 0 | - | - | 11  | 1  |
| FC Ingolstadt 04 · Alemania                                                                                                   | Total club    | Total club    | 27  | 2  | 1  | 0 | 0 | 0 | 28  | 2  |
| Hansa Rostock · Alemania | 3.ª           | 2012-13       | 7   | 0  | 0  | 0 | - | - | 7   | 0  |
| Hansa Rostock · Alemania | Total club    | Total club    | 7   | 0  | 0  | 0 | 0 | 0 | 7   | 0  |
| VfR Aalen · Alemania | 2.ª           | 2014-15       | 27  | 6  | 1  | 0 | - | - | 28  | 6  |
| VfR Aalen · Alemania | Total club    | Total club    | 27  | 6  | 1  | 0 | 0 | 0 | 28  | 6  |
| Unión Berlín · Alemania | 2.ª           | 2015-16       | 15  | 1  | 1  | 1 | - | - | 16  | 2  |
| Unión Berlín · Alemania | 2.ª           | 2016-17       | 14  | 7  | 2  | 1 | - | - | 16  | 8  |
| Unión Berlín · Alemania | Total club    | Total club    | 29  | 8  | 3  | 2 | 0 | 0 | 32  | 10 |
| Huddersfield Town Inglaterra                                                                                                  | 2.ª           | 2016-17       | 19  | 2  | 3  | 1 | - | - | 22  | 3  |
| Huddersfield Town Inglaterra                                                                                                  | 1.ª           | 2017-18       | 26  | 0  | 4  | 0 | 1 | 0 | 31  | 0  |
| Huddersfield Town Inglaterra                                                                                                  | 2.ª           | 2018-19       | 2   | 0  | -  | - | 0 | 0 | 2   | 0  |
| Huddersfield Town Inglaterra                                                                                                  | 2.ª           | 2019-20       | 5   | 0  | 0  | 0 | 0 | 0 | 2   | 0  |
| Huddersfield Town Inglaterra                                                                                                  | Total club    | Total club    | 52  | 2  | 7  | 1 | 1 | 0 | 60  | 3  |
| Ipswich Town Inglaterra | 2.ª           | 2018-19       | 16  | 4  | -  | - | - | - | 16  | 4  |
| Ipswich Town Inglaterra | Total club    | Total club    | 16  | 4  | 0  | 0 | 0 | 0 | 16  | 4  |
| Saint Mirren F. C. Escocia | 1.ª           | 2020-21       | 6   | 1  | 2  | 0 | - | - | 8   | 1  |
| Saint Mirren F. C. Escocia | Total club    | Total club    | 6   | 1  | 2  | 0 | 0 | 0 | 8   | 1  |
| Total carrera | Total carrera | Total carrera | 205 | 28 | 15 | 3 | 1 | 0 | 221 | 31 |
| (1) Incluye datos de la Copa de Alemania,la FA Cup y la Copa de Escocia (2) Incluye datos de la Copa de la Liga de Inglaterra |               |               |     |    |    |   |   |   |     |    |